# Hohenmea
Hohenmea là một chi thực vật có hoa trong họ Bromeliaceae.